# Hennadij Oleščuk
Hennadij Vital'evič Oleščuk, o Henadz' Vitaljevič Aljaščuk (in bielorusso Генадзь Віталевіч Аляшчук?; Babrujsk, 29 giugno 1975), è un ex sollevatore bielorusso che ha gareggiato nelle categorie dei pesi piuma (fino a 62 kg.) e dei pesi leggeri (fino a 69 kg.).

## Carriera
Ha partecipato alle Olimpiadi di Sydney 2000 nei pesi piuma terminando la competizione al 4º posto con 317,5 kg. nel totale, stesso risultato ottenuto dal greco Leonidas Sabanis e dal bulgaro Sevdalin Minčev, ma con la medaglia d'argento assegnata a Sabanis e quella di bronzo a Minčev in virtù del loro peso corporeo inferiore rispetto a Oleščuk. Tuttavia, Minčev, a seguito di controlli più accurati avvenuti successivamente, è risultato positivo al doping, e pertanto squalificato e privato della medaglia di bronzo, che è stata riassegnata a Oleščuk.
L'anno successivo Oleščuk ha vinto la medaglia d'oro ai Campionati mondiali di Antalya con 317,5 kg. nel totale.
Nel 2003 ha partecipato nel mese di aprile ai Campionati europei di Loutraki, ottenendo la medaglia di bronzo con 307,5 kg. nel totale. Qualche mese dopo ha partecipato ai Campionati mondiali di Vancouver, terminando al 3º posto con 317,5 kg. nel totale, ma risultando positivo al doping e venendo squalificato.
Dopo aver scontato una squalifica di due anni, Oleščuk è rientrato alle competizioni nella categoria superiore dei pesi leggeri, partecipando ai Campionati europei di Władysławowo 2006 e terminando la gara al 1º posto con 350 kg. nel totale, ma venendo nuovamente trovato positivo al doping e nuovamente squalificato, concludendo di fatto la sua carriera.
Nel 2001 Oleščuk ha stabilito un record del mondo della categoria dei pesi piuma nella prova di slancio.